# Проміжні поляри

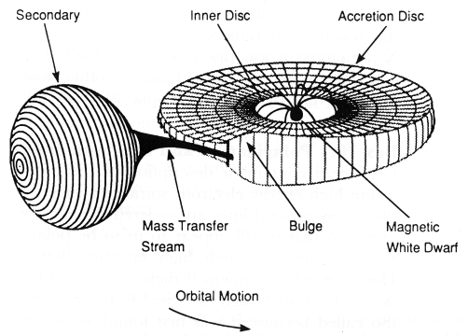
Схема проміжного поляра. Потоки речовини (mass transfer stream) від зорі-супутника (secondary) створюють акреційний диск (accretion disk) навколо намагніченого білого карлика (magnetic white dwarf). Але оскільки речовина може випадати тільки поблизу полюсів білого карлика, то акреційний диск стає нерівномірним: утворюється щільний внутрішній диск (inner disk) і потовщення (bulge) у середній частині акреційного диска.

Проміжні́ поля́ри (зорі типу DQ Геркулеса) — один з видів катаклізмічних змінних подвійних зоряних систем. У більшості катаклізмічних змінних, речовина від зорі-супутника, який лежить на головній послідовності, перетікає на білий карлик у вигляді акреційного диска. Іноді супутником може бути субгігант або червоний гігант. У проміжних полярів газ, що перетікає, утворює диск, коли речовина перебуває далеко від білого карлика, але в міру наближення до намагніченого білого карлика падаюча речовина буде рухатись уздовж силових ліній магнітного поля й акреційний диск руйнується. Речовина випадає на ділянки поблизу магнітних полюсів, утворюючи «полярні акреційні колони». У перехідній області між акреційним диском й акреційною колоною газ може падати у вигляді так званої «акреційної воронки».
Назву «проміжний поляр» такі системи отримали через те, що ступінь поляризації електромагнітного випромінювання є проміжною між полярами та новоподібними зорями. На відміну від полярів, обертання білого карлика не синхронізоване з орбітальним рухом.
На 18 червня 2009 було відомо 119 проміжних полярів та кандидатів у проміжні поляри, з них підтвердженими було 34 системи та 82 — кандидатами з тим або іншим ступенем ймовірності. Це становило близько 2% від загальної кількості катаклізмічних змінних (1830), включених до Каталога катаклізмічних змінних Даунса та ін. (2006).

## Фізичні властивості
Проміжні поляри є джерелами потужного рентгенівського випромінювання. Рентгенівські промені генеруються високошвидкісними частками акреційного диска та при формуванні ударної хвилі, коли речовина падає на поверхню білого карлика. Якщо частка гальмується ще до потрапляння на поверхню білого карлика, то гальмівне рентгенівське випромінювання поглинається газом, який оточує білий карлик.
Напруженість магнітного поля білих карликів у проміжних полярах зазвичай лежить у межах від 1 млн до 10 млн. Гаус (100—1000 Тесла). Це приблизно в мільйон разів сильніше, ніж магнітне поле Землі й сягає верхньої межі напруженості магнітних полів, які можуть бути згенеровані в лабораторіях на Землі. Однак це значно менше, ніж магнітні поля нейтронних зір. У місці зустрічі потоку з акреційного диска з поверхнею білого карлика утворюється так звана «гаряча пляма» (англ. hot spot). Оскільки білий карлик має дипольне магнітне поле, то він матиме дві гарячі плями — на кожному з магнітних полюсів, а оскільки білий карлик обертається, то гарячі плями також будуть обертатися.
До інших основних параметрів проміжних полярів можна віднести наявність сильної лінії випромінювання гелію II на хвилі 468,1 нм і кругової поляризації.

## Крива блиску
Крива блиску проміжного поляра може показувати кілька типів стійких періодичних змін яскравості. Перша періодичність пов'язана з періодом обертання подвійної зоряної системи. Орбітальні періоди підтверджених проміжних полярів лежать у межах від 1,4 до 48 годин, з типовими значеннями від 3 до 6 годин.
Другий тип періодичності задається обертанням білого карлика навколо своєї осі. Спостереження показали, що у проміжних полярів ця періодичність набагато менша, ніж період обертання навколо своєї осі й перебуває в межах від 33 до 4022 секунд. Найбільш ймовірна причина цього полягає в тому, що основний внесок в цей тип змінності вносить світність гарячої плями та / або світність речовини, що падає на гарячу пляму.
Третій тип періодичності залежить від співвідношення між періодом обертання білого карлика навколо своєї осі та орбітальним періодом.
Усі три періодичні складові сигналу можуть бути виділені перетворенням Фур'є, застосованим до кривої блиску і вивченням розподілу енергії в спектрі. Проміжні поляри показують періодичність у рентгенівському, ультрафіолетовому та оптичному діапазонах. Хоча джерело періодичності у всіх трьох діапазонах довжин хвиль, зрештою, одне — обертається білий карлик, точні механізми для випромінювання високих енергій можуть відрізняться від таких же механізмів в оптичному діапазоні.
На додаток до стабільних коливань кривої блиску існують нестійкі, так звані «квазіперіодичні», коливання. Вони можуть з'являтися, а потім зникати після декількох циклів. Квазіперіодичні коливання, як правило, мають періоди від 30 до 300 секунд.